# Basket Case 3
Série
Frère de sang 2
(1990)
Pour plus de détails, voir Fiche technique et Distribution.
Basket Case 3 est un film américain réalisé par Frank Henenlotter, sorti en 1991. Il s'agit de la suite de Frère de sang et Frère de sang 2. 

## Fiche technique
- Titre : Basket Case 3
- Réalisation : Frank Henenlotter
- Scénario : Frank Henenlotter et Robert "Bob" Martin (en)
- Musique : Joe Renzetti
- Pays d'origine : États-Unis
- Format : Couleurs - 1,85:1 - Mono
- Genre : horreur
- Date de sortie : 1991

## Distribution
- Kevin Van Hentenryck : Duane Bradley
- Annie Ross : Granny Ruth
- Gil Roper : Shériff
- Dan Biggers : Uncle Hal
- Jim O'Doherty : Little Hal
- Tina Louise Hilbert : Opal